# Southern League Cup 1942-1943
Navigation
Édition précédente Édition suivante
L'édition 1942-1943 de la Southern League Cup est la troisième édition de cette compétition créée pendant la Seconde Guerre mondiale pour compenser l'arrêt des compétitions de la Scottish Football League.
Elle met aux prises les 16 clubs membres de la Southern League dans une compétition commençant par une phase de poules (4 groupes de 4, le club terminant premier se qualifiant pour la suite de la compétition) et se poursuivant par des matches à élimination directe sur terrain neutre, à partir des demi-finales.

## Phase de poules

### Groupe A
| Rang | Équipe        | Pts | J | G | N | P | Bp | Bc | Diff |
| ---- | ------------- | --- | - | - | - | - | -- | -- | ---- |
| 1    | Falkirk       | 9   | 6 | 4 | 1 | 1 | 15 | 10 | +5   |
| 2    | Albion Rovers | 8   | 6 | 3 | 2 | 1 | 11 | 6  | +5   |
| 3    | Morton        | 6   | 6 | 1 | 4 | 1 | 12 | 10 | +2   |
| 4    | Dumbarton     | 1   | 6 | 0 | 1 | 5 | 10 | 22 | -12  |

### Groupe B
| Rang | Équipe          | Pts | J | G | N | P | Bp | Bc | Diff |
| ---- | --------------- | --- | - | - | - | - | -- | -- | ---- |
| 1    | Third Lanark    | 10  | 6 | 4 | 2 | 0 | 16 | 7  | +9   |
| 2    | Partick Thistle | 9   | 6 | 4 | 1 | 1 | 16 | 5  | +11  |
| 3    | Motherwell      | 3   | 6 | 1 | 1 | 4 | 8  | 18 | -10  |
| 4    | Airdrieonians   | 1   | 6 | 0 | 1 | 5 | 8  | 18 | -10  |

### Groupe C
| Rang | Équipe              | Pts | J | G | N | P | Bp | Bc | Diff |
| ---- | ------------------- | --- | - | - | - | - | -- | -- | ---- |
| 1    | Hamilton Academical | 11  | 6 | 5 | 1 | 0 | 23 | 9  | +14  |
| 2    | Clyde               | 7   | 6 | 3 | 1 | 2 | 9  | 9  | 0    |
| 3    | Heart of Midlothian | 4   | 6 | 1 | 2 | 3 | 6  | 13 | -7   |
| 4    | Queen's Park        | 2   | 6 | 0 | 2 | 4 | 9  | 16 | -7   |

### Groupe D
| Rang | Équipe       | Pts | J | G | N | P | Bp | Bc | Diff |
| ---- | ------------ | --- | - | - | - | - | -- | -- | ---- |
| 1    | Rangers      | 12  | 6 | 6 | 0 | 0 | 14 | 1  | +13  |
| 2    | Hibernian    | 6   | 6 | 3 | 0 | 3 | 8  | 8  | 0    |
| 3    | Celtic       | 4   | 6 | 2 | 0 | 4 | 6  | 13 | -7   |
| 4    | Saint Mirren | 2   | 6 | 1 | 0 | 5 | 8  | 14 | -6   |

## Phase à élimination directe

### Demi-finales
| Équipe 1 | Score | Équipe 2            | Stade                 |
| -------- | ----- | ------------------- | --------------------- |
| Falkirk  | 3 – 1 | Third Lanark        | Ibrox Park, Glasgow   |
| Rangers  | 3 – 0 | Hamilton Academical | Hampden Park, Glasgow |

### Finale
| Date       | Équipe 1 | Score                  | Équipe 2 | Stade                 |
| ---------- | -------- | ---------------------- | -------- | --------------------- |
| 8 mai 1943 | Rangers  | 1 – 1 (11 corners à 3) | Morton   | Hampden Park, Glasgow |